# Nhà Bokassa
Nhà Bokassa là một danh gia vọng tộc của châu Phi. Người sáng lập của nó cai trị như một vị Hoàng đế trên các vùng lãnh thổ của Đế quốc Trung Phi từ ngày 4 tháng 12 năm 1976 và cho đến khi ông bị lật đổ vào ngày 21 tháng 9 năm 1979.

## Lịch sử
Nhà Bokassa được hình thành vào năm 1976 khi Jean-Bédel Bokassa, Tổng thống độc tài trước đây của Cộng hòa Trung Phi, đã cho đổi tên quốc gia và chuyển nó thành một chế độ quân chủ. Jean-Bédel Bokassa II được chọn là Thái tử và sẽ thừa kế ngôi vị của đế quốc. Người vợ thứ sáu của Hoàng đế trong số hậu cung 19 người của ông, cũng cải đạo sang Công giáo La Mã là Catherine Denguiadé nghiễm nhiên trở thành Hoàng hậu Trung Phi.
Gia tộc cầm quyền này đã bị lật đổ cùng với Hoàng đế Bokassa I khi ông được David Dacko thay thế làm nguyên thủ quốc gia vào năm 1979. Bokassa vẫn tiếp tục coi mình là người đứng đầu nhà nước trong khi lưu vong. Jean-Bédel Bokassa II là người đòi ngôi vị Trung Phi và là người đứng đầu Hoàng gia hiện nay. Kể khi sống lư vong, Hoàng đế Bokassa I đã bị chính phủ Trung Phi kết án tử hình vì tội giết người vắng mặt. Về sau ông vẫn giữ án tù ngay tại đất nước mình và được tha tội rồi mất vì nguyên nhân tự nhiên vào năm 1996.
Ngay cả Mỹ hay bất cứ quốc gia châu Âu nào đều từng công nhận và ủng hộ chế độ quân chủ mới được thành lập, ngoại trừ trường hợp của Pháp dưới thời Tổng thống Valéry Giscard d'Estaing vẫn giữ mối quan hệ dè dặt với Bokassa. Đến năm 1979 thì Pháp mới tuyên bố ngừng ủng hộ đế quốc. Ngay cả Giáo hoàng Paul VI cũng từ chối tham dự lễ đăng quang xa hoa của Bokassa.

## Tổ tiên
Tổ tiên xa được biết đến của Hoàng thất là Dobogon Gbo Hosegoton Bokassa, một nhân vật có thể sống vào thế kỷ 17. Hoàng đế Bokassa chính là con của Mindogon Mbougdoulou, một nhà quý tộc bộ lạc đã trị vì trên quê hương của họ và kết hôn với Marie Yokowo. Họ hàng xa hơn nữa có lẽ hầu hết tồn tại từ bên những người chú của Bokassa, ông nội Mbalanga của Bokassa đã có tới 31 người con khác ngoại trừ cha của ông ra.

## Con cháu
Bokassa I có tới 40 người con với 19 bà vợ. Trong số này gồm:
- Georges Bokassa, sinh ngày 24 tháng 12 năm 1949. Trong số những người khác, ông là cha của Romuald Bokassa và Estelle-Marguerite Bokassa.
- Martine Bokassa, sinh ngày 2 tháng 2 năm 1953. Bà là mẹ của sáu đứa con, trong số đó là Jean-Barthélémy Dédéavode-Bokassa và Marie Catherine Yokowo Dédéavode-Bokassa
- Jean Charles Bokassa
- Saint Cyr Bokassa
- Saint Sylvestre Bokassa
- Jean Le Grand Bokassa
- Charlemagne Bokassa
- Jean-Serge Bokassa
- Jean-Bédel Bokassa II, người thừa kế ngôi vị
- Jean Bédel Bokassa Jr., sinh năm 1985, đứa con được ghi nhận cuối cùng của Hoàng đế Bokassa

Bokassa còn nhận nuôi một vài đứa con khác, ba trong số đó là người châu Phi. Tuy nhiên một trong số đó được sinh ra ở Việt Nam như Martine Nguyễn Thị Bái và trở thành Martine Bokassa khi bà được nhận nuôi rồi trở về cố hương.

## Họ hàng
- Catherine Bagalama, em gái của Bokassa I
- Constantin Mbalanga, anh em họ của Bokassa I
- Elisabeth Kpomanzia, dì của Bokassa I